# Orangenraute

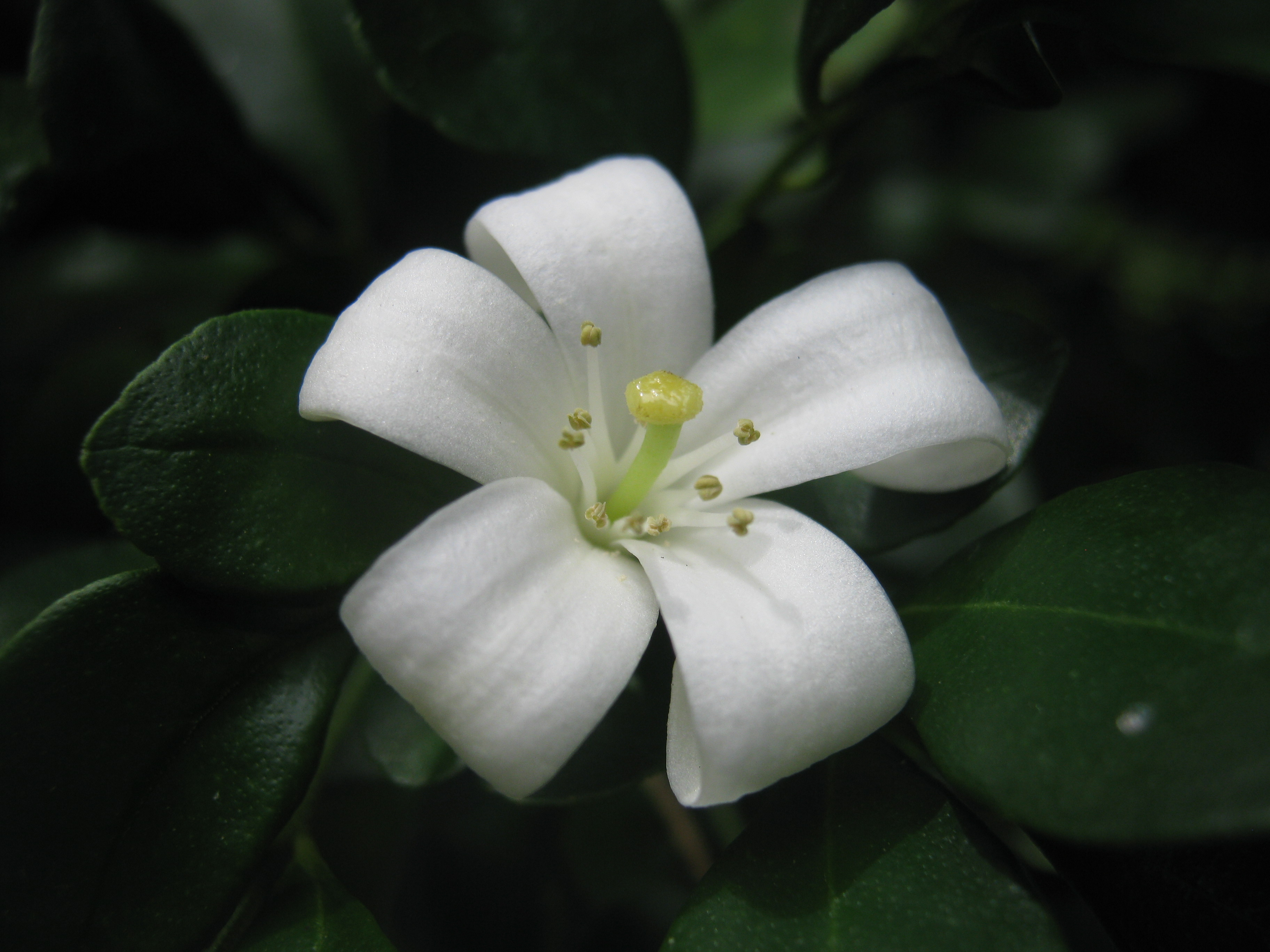
Blüte

Die Orangenraute (Murraya paniculata), zuweilen auch als Orangenjasmin bezeichnet, ist eine Pflanzenart in der Familie der Rautengewächse (Rutaceae). Sie stammt aus dem südostasiatischen Raum und wird in den Tropen als Zierpflanze verwendet.

## Beschreibung

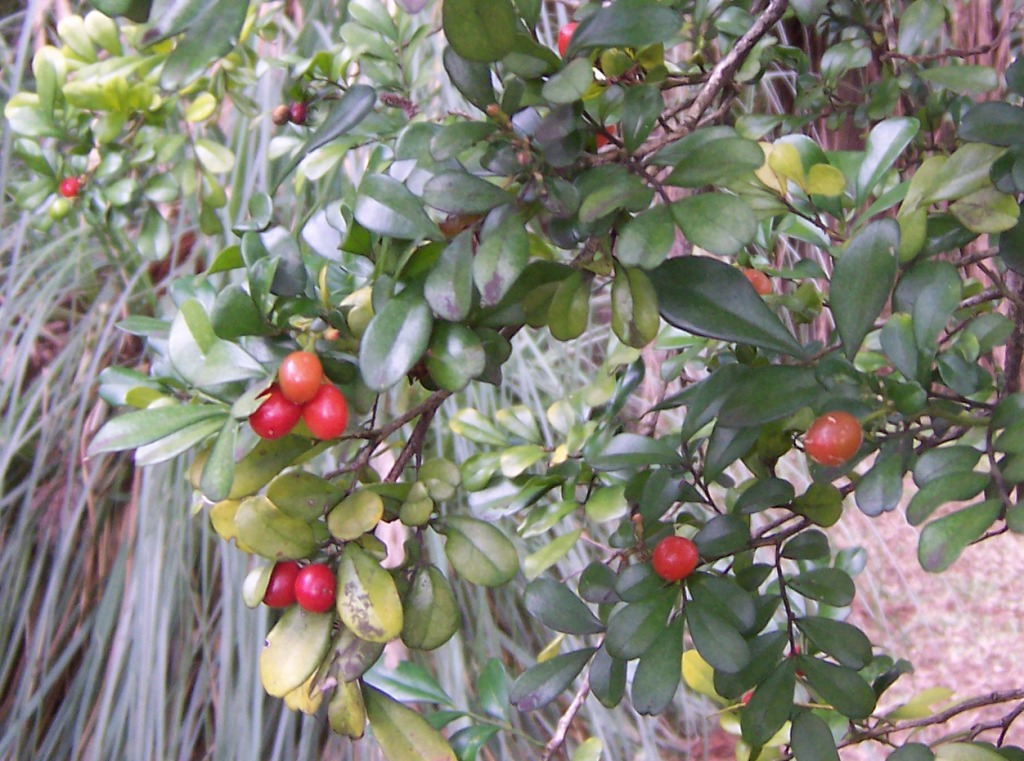
Fruchtende Orangenraute

Die Orangenraute ist ein immergrüner Strauch oder kleiner Baum, der Wuchshöhen von bis zu 12 Meter erreichen kann, meist aber deutlich kleiner bleibt (typischerweise 2 bis 3 Meter). Ältere Exemplare bilden häufig mehrere Stämme aus. Der Stammdurchmesser erreicht über 13 Zentimeter. Die gräuliche Borke ist rissig.
Die wechselständigen und kurz gestielten Laubblätter sind wechselnd gefiedert. Die meist drei bis sieben (neun) kurz gestielten, spitzen bis rundspitzigen, glänzenden und dunkelgrünen, steifledrigen, kahlen Blättchen sind bei einer Länge von bis 5 cm verkehrt-eiförmig, spatelförmig bis elliptisch mit ganzem oder gekerbtem Rand. Beim Zerreiben verströmen die Blätter einen zitrusartigen Geruch.
Die end- oder seitenständigen und wenigblütigen Blütenstände erscheinen ganzjährig, meist jedoch zwischen April und Oktober. Die angenehm duftenden Blüten sind fünfzählig mit doppelter Blütenhülle. Die fünf kleinen Kelchblätter sind bei einer Länge von bis 2 mm eiförmig. Die fünf weißen, dachigen und ausgebogenen Kronblätter sind bei einer Länge von 12 bis 18 mm verkehrt-eiförmig. Es sind zehn kurze Staubblätter vorhanden. Der zweikammerige Fruchtknoten ist oberständig auf einem becherförmigen Diskus. Der kurze Griffel ist dicklich mit großer kopfiger, zweilappiger Narbe.
Die kleinen, dunkelorange bis zinnoberrot gefärbten, glatten Früchte, Beeren mit beständigem Kelch sind schmal ellipsoid bis eiförmig und erreichen bis 1,4 cm Länge. In die bitter schmeckende Pulpa sind ein bis zwei Samen eingebettet. Damit ähneln die Früchte denjenigen des Kaffeestrauchs. Murraya paniculata wird daher in Puerto Rico auch als „Café de la India“ bezeichnet.
Die Chromosomenzahl beträgt 2n = 18.

## Verbreitung
Das Verbreitungsgebiet der Orangenraute reicht von Pakistan über Indien und Südchina bis nach Taiwan, die Philippinen, die Ryūkyū-Inseln und die Marianen, nach Süden über Malaysia und Indonesien bis nach Neuguinea und Teile Australiens. In weiteren tropischen Gebieten ist sie inzwischen eingebürgert.
Die Orangenraute gedeiht insbesondere in Dickichten und Bergwäldern (in China steigt sie bis auf Höhenlagen von 1300 Meter). Sie bevorzugt sonnige bis leicht beschattete Lagen und toleriert eine große Bandbreite von sauren bis zu alkalischen Böden.

## Verwendung
Wegen ihres attraktiven Erscheinungsbildes dient die Orangenraute in vielen tropischen Regionen als Zierpflanze. Auch als Bonsai ist sie beliebt. Die Früchte gelten als essbar.
Pflanzenteile (insbesondere Blätter und Rinde) der Orangenraute finden in ihren Heimatländern diverse Anwendungen in der Volksmedizin, etwa als Emetikum oder gegen Fieber und Entzündungen. Im Tierversuch konnten analgetische Wirkungen von Rindenextrakten nachgewiesen werden.
In Myanmar wird aus feingeriebener Rinde der Orangenraute oder Hölzern verwandter Arten Thanaka, eine als natürliches Kosmetikum verwendete Paste, hergestellt.
Das Holz, Satinholz, ist begehrt, allerdings eher selten, weil größere Pflanzenexemplare fehlen.

## Systematik
Synonyme für Murraya paniculata (L.) Jack sind Chalcas paniculata L. (Basionym) und Chalcas exotica Millsp. Ferner wurde eine Unterart Murraya paniculata var. ovatifoliolata Engl. beschrieben, die aber auch von manchen Autoren als eigenständige Art Murraya ovatifoliolata (Engl.) Domin angesehen wird.